# Тхани
Тхани  (თ, груз. თანი) — восьмая буква современного грузинского алфавита и девятая буква классического грузинского алфавита.

## Использование
В грузинском языке обозначает звук [tʰ]. Числовое значение в изопсефии — 9 (девять).
Также используется в грузинском варианте лазского алфавита, используемом в Грузии. В латинице, используемой в Турции, ей соответствует t.
Ранее использовалась в абхазском (1937—1954) и осетинском (1938—1954) алфавитах на основе грузинского письма, после их перевода на кириллицу в абхазском была заменена на ҭ, а в осетинском — на т.
В системах романизации грузинского письма передаётся как t̕ (ISO 9984), tʼ (BGN/PCGN
1981), t (национальная система, BGN/PCGN 2009), tʻ (ALA-LC). В грузинском шрифте Брайля букве соответствует символ ⠋ (U+280B).

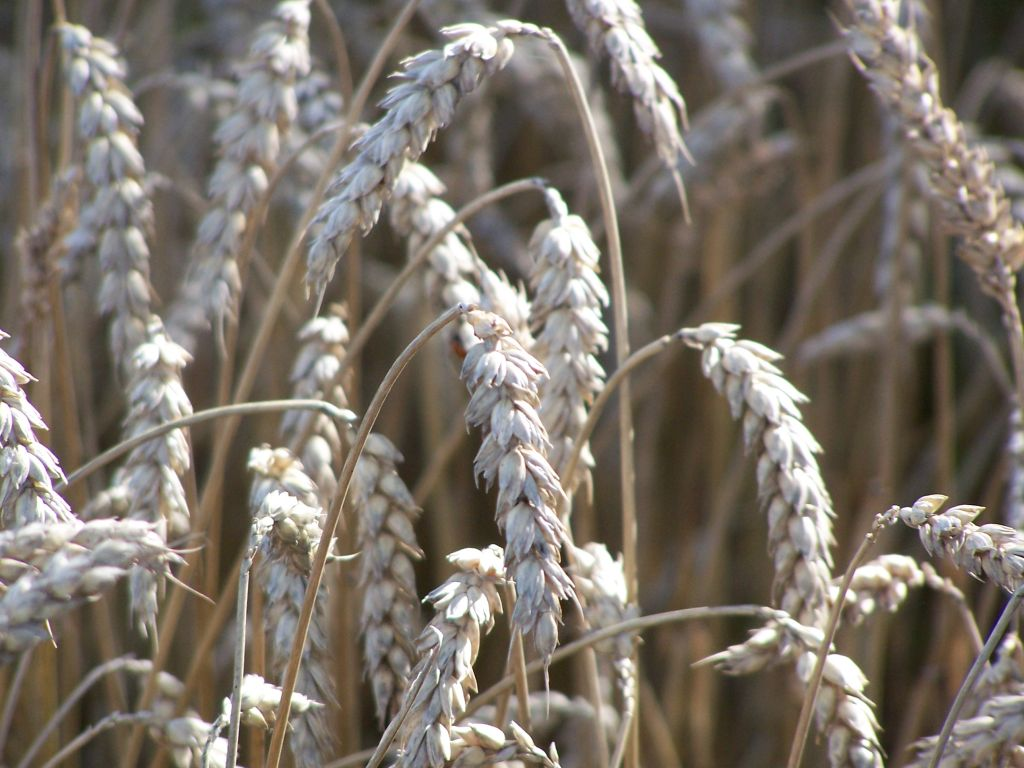
თავთავი (тавтави) — колос
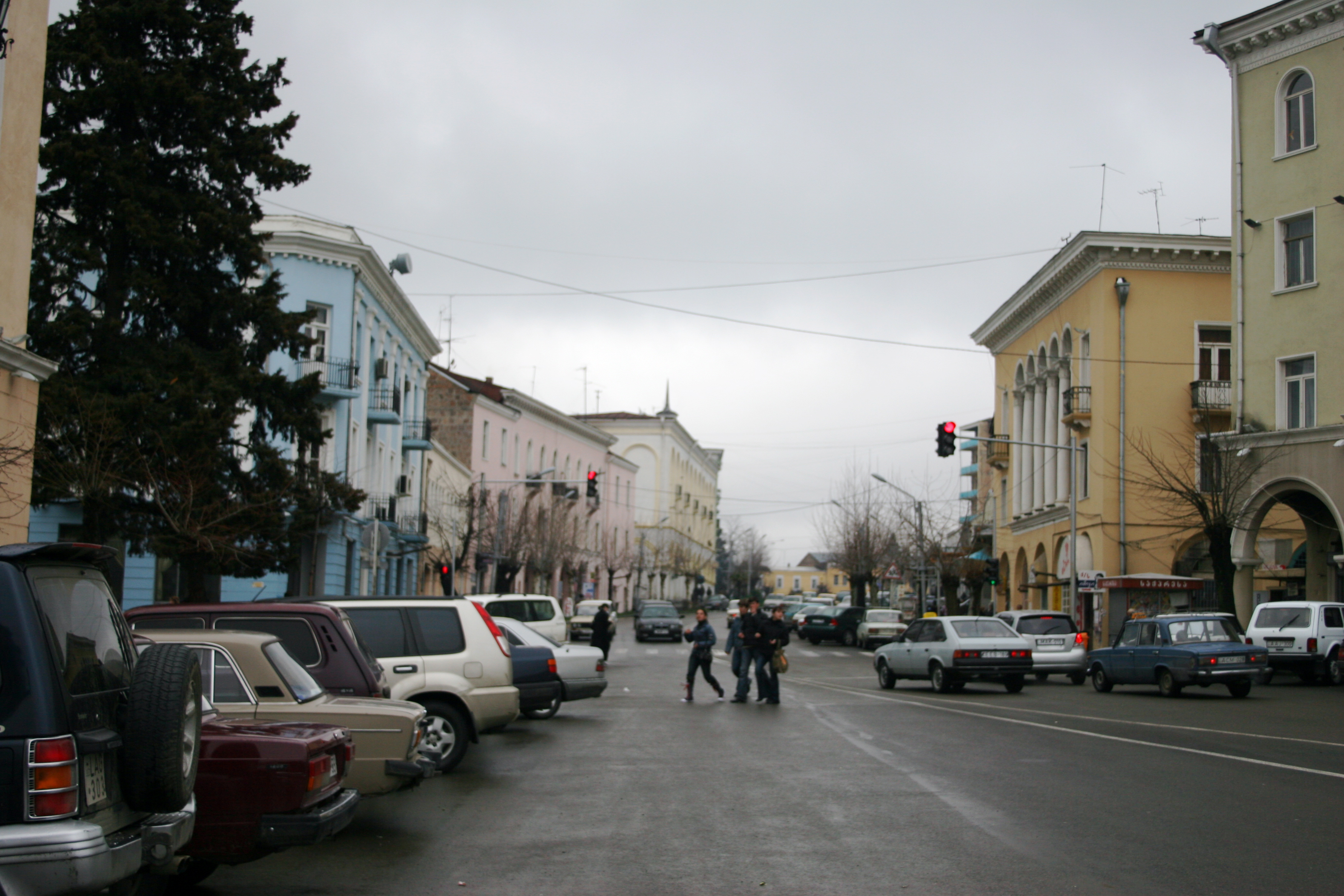
თელავი (Телави) — город в Грузии

## Написание
| Асомтаврули | Нусхури | Мхедрули |
| ----------- | ------- | -------- |
|             |         |          |

## Кодировка
Тхани асомтаврули и тхани мхедрули включены в стандарт Юникод начиная с самой первой его версии (1.0.0) в блоке «Грузинское письмо» (англ. Georgian) под шестнадцатеричными кодами U+10A7 и U+10D7 соответственно.
Тхани нусхури была добавлена в Юникод в версии 4.1 в блок «Дополнение к грузинскому письму» (англ. Georgian Supplement) под шестнадцатеричным кодом U+2D07; до этого она была унифицирована с тхани мхедрули.
Тхани мтаврули была включена в Юникод в версии 11.0 в блок «Расширенное грузинское письмо» (англ. Georgian Extended) под шестнадцатеричным кодом U+1C97.